# Pedro Cordeiro de Espinosa
Pedro Cordeiro Espinosa (Angra, b. 14 de novembro de 1630 — Salvador, Bahia, depois de 1697), com o apelido por vezes grafado Espinoza, foi um presbítero, doutor em Cânones e lente da Universidade de Coimbra que se distinguiu como jurisconsulto. Foi deão e vigário-geral do Arcebispado de São Salvador da Bahia e juiz desembargador na Relação de Salvador.

## Biografia
Era filho de Manuel Cordeiro Montoso e de D. Maria de Espinosa, o primeiro dos cinco irmãos do padre António Cordeiro. Formou-se em Direito Canónico pela Universidade de Coimbra, que frequentou de 1651 a 1657. Tendo feito exame privado a 2 de maio de 1657, foi nomeado lente substituto da Universidade de Coimbra.
Em Lisboa, desempenhou o cargo de Juiz das Causas Românicas e foi ainda designado deão da Catedral da Baía e, posteriormente, bispo do Rio de Janeiro que recusou.
O padre Pedro Cordeiro de Espinosa, foi doutor em Cânones, lente substituto na Universidade de Coimbra e jurisconsulto.
Foi deão da Catedral Metropolitana da Bahia, Brasil, onde esteve alguns anos.
Era irmão do conhecido historiador padre António Cordeiro. Sobre Pedro Cordeiro diz o seu irmão António Cordeiro na Historia Insulana:
«Ficou pois a primeira filha Maria de Espinosa que mais de doze annos antes da Acclamação casou com o dito Manoel Cordeiro Moutoso em a Cidade de Angra e d'este matrimonio ficarão seis filhos o primeiro foi Pedro Cordeiro de Espinosa que pouco antes do anno de 1650 veio estudar a Coimbra e nella se fez Doutor e Mestre em Artes e examinou Bachareis e tomou todas as Ordens Sacras e estudando o direito se formou em Canones e n'elles se fez Doutor por exame privallo e substituio algumas cadeiras de direito em Coimbra e passando-se a Lisboa viveo n'ella huns poucos annos sendo Juiz Apostolico de causas Romaniscas até que por conselho do Arcebispo de Lisboa D. Antonio de Mendonça e do grande Valido Pedro Fernandes Monteiro foi provido em o Deado da Bahia cabeça de todo o Brasil e feito Commissario Geral em todo elle da Bulla da Cruzada e pouco depois de estar na Bahia por suas muito conhecidas letras dispensou com elle S Magestade e sem ter lido no Paço o fez seu Desembargador dos Aggravos na Relação da Bahia e offerecendo-se-lhe depois a Prelazia do Rio de Janeiro a não aceitou e governou muitos annos no Ecclesiastico e secular aquelle mundo novo pois ainda lá não havia Bispos.
Foi varão de tantas letras e Ministro tantos annos que além de huma mui copiosa livraria de que usava deixou varios tomos manuscriptos que compoz sobre as Ordenações de Portugal obras que serião de grande bem commum e não obstante isso se lhe divertirão por sua morte e por mais que se procurarão não apparecerão até hoje. Foi em sua vida tão exemplar Prelado Ecclesiastico que com viver tantos annos em o seculo e seculo do clima do Brasil não só não deixou nota alguma de menos honesto procedimento mas nem depois de sua morte houve creatura alguma que arguisse ser seu natural herdeiro nem que pedisse alimentos do muito que deixou indo emfim dizer Missa a sua Sé o achou Deos em estado de o levar para si e acabada a Missa lhe deo hum tal accidente que nunca mais deo sinal algum com que os Religiosos doulos e Prelados que logo acudirão o podessem absolver e assim expirou sem viver mais dia algam senão o em que lhe deo o accidente e contudo houve pessoas que acodindo logo lhe fabricaram hum testamento e disposição de toda a casa e riqueza na forma que a elles lhes servia e tudo testimunharão ser dito pelo doente e de tudo com sentenças contra os irmãos e herdeiros necessarios mas tão ausentes em Angra da sua Ilha Terceira Do chamado testador sua exemplar e ajustada vida nos persuade que se foi ao Ceo mas dos que se fizerão testadores testamenteiros e de facto herdeiros sabe Deos onde estarão.»

## Obras publicadas
- Comentários às ordenações do Reino, Lisboa.